# Rafi Peretz
Rafael "Rafi" Peretz (Hebreeuws: רַפַאֶל "רָפִי" פֶּרֶץ) (Jeruzalem, 7 januari 1956) is een Israëlische oud-politicus voor de orthodoxe Israëlische politieke partij HaBajit haJehudi (Hebreeuws: הבית היהודי) (Het Joodse Huis).
Peretz is geboren in Jeruzalem van ouders van Marokkaans-Joodse afkomst. Hij groeide op in Kiryat HaYovel. Peretz is getrouwd en heeft 12 kinderen. Hij woonde in Gush Katif, zuid-Gaza, van Bnei Atzmon voor de ontruiming in 2005 en woont nu in Naveh.
Voor zijn toetreding tot het parlement was Peretz actief als rabbijn. In juni 2019 werd hij tussentijds minister van onderwijs in het vierde kabinet-Netanyahu.
In 2019 kandideerde hij namens HaBajit haJehudi en werd hij verkozen in de 21e Knesset. Op 17 mei 2020 werd hij minister van Jeruzalem-zaken in het vijfde kabinet-Netanyahu en maakte hij tevens onderdeel uit van het veiligheidskabinet. In januari 2021 kondigde hij zijn afscheid van de politiek aan.